# Muzaffar Jang
Nawab Hidayat Muhi al-Din Saadullah Khan Bahadur Muzaffar Jang (? - 1751) fou nabab subahdar del Dècan i nizam d'Hyderabad. Era el fill gran de Nawab Talib Muhi al-Din Mutawassil Khan Bahadur Muzaffar Jang (que en algun moment fou naib subahdar de Bijapur) i de Sahibzadi Khair un-nisa Begum (filla preferida d'Asaf Jah I).
Va rebre un mansab inicial després elevat quan fou nomenat subadar de Bijapur a la mort del seu pare. Pretendent al tron a la mort del seu avi al·legant el testament (1748) i amb suport francès, fou finalment empresonat pel seu oncle Nasir Jang (1750) en un moment en què els francesos estaven ocupats a altres llocs. Assassinat Nasir Jang per caps militars paixtus (16 de desembre de 1750), fou proclamat Muzaffar a Pondicherry, sota control del francesos de Joseph François Dupleix, als que va cedir territoris (i al general diversos títols) el 31 de desembre de 1750.
Va rebre els títols de Muzaffar Jang, Saadullah Khan i Mahi-i-Maratib. Es diu que els caps militars paixtus no van quedar satisfets amb la recompensa donada per Muzaffar Jang per la seva proclamació, i el van matar dos mesos després (13 de febrer de 1751). La mort hauria estat al combat del pas de Lakkireddipalli, a mans del nawab de Kurnool, d'un cop de llança al cap. Va deixar un fill que va morir jove de poliomielitis. El va succeir el seu oncle Salabat Jang, fill d'Asaf Jah I.